# Ньюпорт (Арканзас)
Ньюпорт (англ. Newport) — місто (англ. city) в США, адміністративний центр округу Джексон штату Арканзас. Населення — 8005 осіб (2020). Є  округу.

## Загальні відомості
Місто розташоване на березі річки Вайт-Рівер, в 135 кілометрах на північний схід від столиці штату Арканзас, міста Літл-Рок.
В Ньюпорті розташований головний кампус Університету штату Арканзас.
Історично місто широко відоме як місце, де американський бізнесмен Сем Волтон придбав свій перший роздрібний магазин та поклав початок створенню торгової імперії Walmart.

## Географія
Ньюпорт розташований на висоті 68 метрів над рівнем моря за координатами 35°37′36″ пн. ш. 91°14′5″ зх. д. / 35.62667° пн. ш. 91.23472° зх. д. (35.626800, -91.234721).  За даними Бюро перепису населення США в 2010 році місто мало площу 35,46 км², з яких 34,78 км² — суходіл та 0,68 км² — водойми.

## Демографія
Згідно з переписом 2010 року, у місті мешкало 7879 осіб у 2627 домогосподарствах у складі 1548 родин. Густота населення становила 222 особи/км².  Було 3014 помешкання (85/км²). 
Расовий склад населення:
| - 67,3 % — білих - 28,9 % — чорних або афроамериканців - 0,5 % — корінних американців - 0,5 % — азіатів - 0,2 % — вихідців з тихоокеанських островів - 1,0 % — осіб інших рас |

До двох чи більше рас належало 1,6 %. Іспаномовні складали 2,6 % від усіх жителів.
За віковим діапазоном населення розподілялося таким чином: 17,7 % — особи молодші 18 років, 66,9 % — особи у віці 18—64 років, 15,4 % — особи у віці 65 років та старші. Медіана віку мешканця становила 38,8 року. На 100 осіб жіночої статі у місті припадало 96,5 чоловіків;  на 100 жінок у віці від 18 років та старших — 95,6 чоловіків також старших 18 років.
Середній дохід на одне домашнє господарство  становив 45 228 доларів США (медіана — 27 838), а середній дохід на одну сім'ю — 58 984 долари (медіана — 37 321). За межею бідності перебувало 34,9 % осіб, у тому числі 53,9 % дітей у віці до 18 років та 21,3 % осіб у віці 65 років та старших.
Цивільне працевлаштоване населення становило 1727 осіб. Основні галузі зайнятості: виробництво — 21,1 %, освіта, охорона здоров'я та соціальна допомога — 20,6 %, роздрібна торгівля — 11,2 %, фінанси, страхування та нерухомість — 8,0 %.
За даними перепису населення 2000 року в Ньюпорті проживав 7811 осіб, 1702 родини, налічувалося 2690 домашніх господарств і 3118 житлових будинків. Середня густота населення становила близько 226,4 осіб на один квадратний кілометр. Расовий склад Ньюпорта за даними перепису розподілився таким чином: 56,57 % білих, 41,76 % — чорних або афроамериканців, 0,27 % — корінних американців, 0,33 % — азіатів, 0,01 % — вихідців з тихоокеанських островів, 0,77 % — представників змішаних рас, 0,28 % — інших народів. Іспаномовні склали 1,13 % від усіх жителів міста.
З 2690 домашніх господарств в 26,2 % — виховували дітей віком до 18 років, 42,5 % представляли собою подружні пари, які спільно проживали, в 17,5 % сімей жінки проживали без чоловіків, 36,7 % не мали сімей. 33,2 % від загального числа сімей на момент перепису жили самостійно, при цьому 17,9 % склали самотні літні люди у віці 65 років та старше. середній розмір домашнього господарства склав 2,29 особи, а середній розмір родини — 2,90 особи.
Населення міста за віковим діапазоном за даними перепису 2000 року розподілилося таким чином: — жителі молодше 18 років, 16,7 % — між 18 і 24 роками, 24,9 % — від 25 до 44 років, 20,9 % — від 45 до 64 років і — у віці 65 років та старше. Середній вік мешканця склав 37 років. На кожні 100 жінок в Ньюпорті припадало 84,9 чоловіків, у віці від 18 років та старше — 78,9 чоловіків також старше 18 років.
Середній дохід на одне домашнє господарство в місті склав 24 151 долар США, а середній дохід на одну сім'ю — 33 500 доларів. При цьому чоловіки мали середній дохід в 29 943 долара США на рік проти 17 437 доларів середньорічного доходу у жінок. Дохід на душу населення в місті склав 15 757 доларів на рік. 17,7 % від усього числа сімей в окрузі і 22,8 % від усієї чисельності населення перебувало на момент перепису населення за межею бідності, при цьому 36,1 % з них були молодші 18 років і 18,1 % — у віці 65 років та старше.

## Відомі уродженці та жителі

### Бізнесмени
- Сем Волтон — бізнесмен, власник мережі магазинів Walmart та Sam's Club
- Хелен Волтон — дружина Сема Волтона
- Роб Волтон, Джон Волтон, Джим Волтон та Еліс Волтон — діти Сема Волтона та Хелен Волтон

### Музика та література
- Елізабет Грігг Паттерсон — письменниця, автор коротких фантастичних оповідань
- Мері Стінберген (* 1953) — американська актриса, володарка премій Оскар та Золотий глобус

### Політика, освіта
- Майк Біб — чинний губернатор Арканзасу
- Марта Шоффнер — чинний скарбник штату Арканзас
- Джим Вуд — аудитор Арканзасу з 2003 року